# Le Porte-lame
Le Porte-lame (titre original : Blade Runner) est un roman de l'écrivain américain William S. Burroughs, publié par Blue Wind Press à Berkeley en 1979, traduit et publié en français aux éditions Tristram en 2011,.
Le livre se présente comme un scénario d'un projet de film (réel ou supposé), tiré de l'adaptation d'un autre roman, The Bladerunner, de l'écrivain américain de science-fiction Alan E. Nourse, publié en 1974.
Bien que l'homographie et la similarité des thématiques et de l'esthétique cyberpunk du roman de Burroughs évoque le film Blade Runner de Ridley Scott adapté du roman de Phillip K. Dick, Les androïdes rêvent-ils de moutons électriques ?, les œuvres de Burroughs et de Ridley Scott n'ont pas de lien direct entre elles.

## Thématique
En 2014, New York est devenue une ville post-apocalyptique, en proie à des émeutes depuis 1984 (référence cinglante à l'œuvre de George Orwell, "prophète linéaire" selon le narrateur) suite à des pénuries de médicaments et à un manque d'assurance sociale. Des méga-corporations pharmaceutiques, des gangs d'enfants, des guerres raciales, des virus bactériologiques, des libérations d'animaux de zoo dans les rues, le tout sur fond de dictature sécuritaire, rend clandestine l'accès à la santé et aux médicaments, soumise au marché noir. Le "porte-lame" est le convoyeur de médecine illégale et le messager clandestin de ces différents mondes.

Voici l'incipit du livre :
Alors comme ça B.J. tu me demandes de te dire en une phrase de quoi parle ce film ? Moi je te dis que c’est trop pour une seule phrase – même si elle dure à perpète. D’abord ça parle de la couverture médicale universelle qu’on a pas. Ça parle du brave Joe Toulemonde, classe moyenne, revenu moyen, qui se crève pour quinze mille dollars par an et bosse au noir en plus ; le fisc lui pique ses économies pour donner la sécu et les allocs aux négros, aux ritals et aux hispanos, leur permettre de garder la forme pour braquer sa grand-mère, violer sa frangine et tromboner son gamin de dix ans. Combien d’argent il reste à Joe-le-Besogneux sur son compte en banque une fois que le fisc l’a fait cracher au bassinet ? Moins que rien. Est-ce qu’il a les moyens de se payer un lit d’hôpital à trois cents dollars par jour ?